# Eudocia Comnena (figlia di Alessio I)
Eudocia Comnena (in greco Εὐδοκία Κομνηνή?; 14 gennaio 1094 – 1129 circa) era la figlia terzogenita dell'imperatore bizantino Alessio I Comneno (r. 1081-1118). Suo fratello era Giovanni II Comneno.

## Biografia
Eudocia Comnena nacque il 14 gennaio 1094, era la terza figlia dell'imperatore bizantino Alessio I Comneno e sesta figlia dell'imperatrice Irene Ducaena. Poiché i suoi genitori regnavano dal 1081, le fu attribuito il titolo di principessa porfirogenita.
Nel 1109 o poco dopo sposò il figlio del curopalate Costantino Iasite, che probabilmente si chiamava Michele. Il matrimonio fu però sciolto poco dopo dall'imperatrice Irene, poiché Iasite non rispettava né la moglie né l'imperatrice stessa e si comportava nei loro confronti in modo inadeguato alla loro nascita e alla loro posizione. Di conseguenza, secondo Zonara, quando Eudocia si ammalò, la madre la fece rinchiudere in un convento ed espulse Iasite dal palazzo. Dal matrimonio ebbe almeno due figli, i cui nomi non sono conosciuti.
Ciò avvenne prima del 1116, quando l'imperatrice Irene dedicò la prima parte del typikon del monastero della Kecharitomene, affidandolo insieme al monastero alla custodia di Eudocia. Eudocia assistette il padre sul letto di morte nell'agosto del 1118. Lei stessa morì poco prima del 1130/1031, secondo lo storico Konstantinos Varzos probabilmente intorno al 1129.

## Ascendenza
|                   |                |                      | Genitori                   |  |  | Nonni |  |  | Bisnonni                |  |  | Trisnonni |  |
|                   |                |                      |                            |  |  |       |  |  | Manuele Comneno Erotico |  |  | …         |  |
|                   |                |                      |                            |  |  |       |  |  | Manuele Comneno Erotico |  |  | …         |  |
|                   |                | …                    |                            |  |  |       |  |  | Manuele Comneno Erotico |  |  |           |  |
| Giovanni Comneno  |                |                      |                            |  |  |       |  |  | Manuele Comneno Erotico |  |  |           |  |
|                   |                | Maria ?              | …                          |  |  |       |  |  |                         |  |  |           |  |
|                   |                | Maria ?              | …                          |  |  |       |  |  |                         |  |  |           |  |
|                   |                | Maria ?              | …                          |  |  |       |  |  |                         |  |  |           |  |
| Alessio I Comneno |                | Maria ?              |                            |  |  |       |  |  |                         |  |  |           |  |
|                   |                | Alessio Caronte      | …                          |  |  |       |  |  |                         |  |  |           |  |
|                   |                | Alessio Caronte      | …                          |  |  |       |  |  |                         |  |  |           |  |
|                   |                | Alessio Caronte      | …                          |  |  |       |  |  |                         |  |  |           |  |
| Anna Dalassena    |                | Alessio Caronte      |                            |  |  |       |  |  |                         |  |  |           |  |
|                   |                | Adriana Dalassena    | …                          |  |  |       |  |  |                         |  |  |           |  |
|                   |                | Adriana Dalassena    | …                          |  |  |       |  |  |                         |  |  |           |  |
|                   |                | Adriana Dalassena    | …                          |  |  |       |  |  |                         |  |  |           |  |
| Eudocia Comnena   |                | Adriana Dalassena    |                            |  |  |       |  |  |                         |  |  |           |  |
|                   | Giovanni Ducas | Andronico Dukas      |                            |  |  |       |  |  |                         |  |  |           |  |
|                   | Giovanni Ducas | Andronico Dukas      |                            |  |  |       |  |  |                         |  |  |           |  |
|                   | Giovanni Ducas | …                    |                            |  |  |       |  |  |                         |  |  |           |  |
| Andronico Ducas   | Giovanni Ducas |                      |                            |  |  |       |  |  |                         |  |  |           |  |
|                   |                | Irene Pegonitissa    | Niketas Pegonites          |  |  |       |  |  |                         |  |  |           |  |
|                   |                | Irene Pegonitissa    | Niketas Pegonites          |  |  |       |  |  |                         |  |  |           |  |
|                   |                | Irene Pegonitissa    | …                          |  |  |       |  |  |                         |  |  |           |  |
| Irene Ducaena     |                | Irene Pegonitissa    |                            |  |  |       |  |  |                         |  |  |           |  |
|                   |                | Troian di Bulgaria   | Ivan Vladislav di Bulgaria |  |  |       |  |  |                         |  |  |           |  |
|                   |                | Troian di Bulgaria   | Ivan Vladislav di Bulgaria |  |  |       |  |  |                         |  |  |           |  |
|                   |                | Troian di Bulgaria   | Maria                      |  |  |       |  |  |                         |  |  |           |  |
| Maria di Bulgaria |                | Troian di Bulgaria   |                            |  |  |       |  |  |                         |  |  |           |  |
|                   |                | N. Konstostephanissa | …                          |  |  |       |  |  |                         |  |  |           |  |
|                   |                | N. Konstostephanissa | …                          |  |  |       |  |  |                         |  |  |           |  |
|                   |                | N. Konstostephanissa | …                          |  |  |       |  |  |                         |  |  |           |  |
|                   |                | N. Konstostephanissa |                            |  |  |       |  |  |                         |  |  |           |  |